# Dolmen von S’Aigua Dolça
Der Dolmen von S’Aigua Dolça ist eine Megalithanlage im Gemeindegebiet von Artà auf der Baleareninsel Mallorca. Sie befindet sich zwischen der Ortschaft Colònia de Sant Pere und der Siedlung (Urbanització) Betlem, etwa 30 Meter von der Uferlinie des Mittelmeeres bei na Ferradura entfernt, einem kleinen Meereseinschnitt an der Badia d’Alcúdia (‚Bucht von Alcúdia‘).

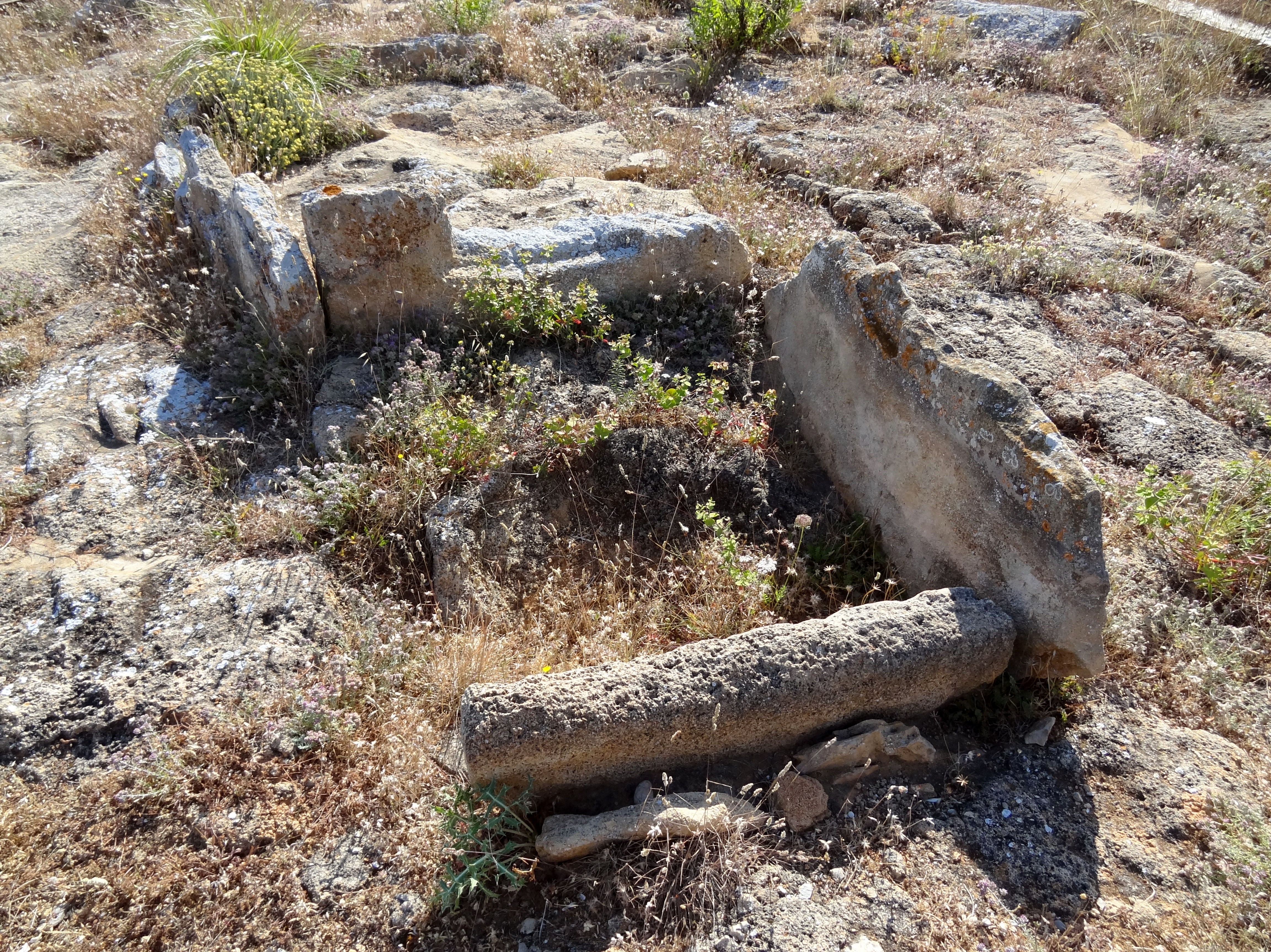
Reste der Steinkiste

Bis er 1995 entdeckt wurde, war auf Mallorca nur der Dolmen von Son Bauló de Dalt bekannt. Die Ausgrabungen unter Leitung von Victor Guerrero von der Universität der Balearen begannen noch im selben Jahr und wurden ein Jahr später abgeschlossen. Der Dolmen besteht aus einem runden Steinkreis von 6,75 m Durchmesser als Begrenzung eines runden Grabhügels. Die Steine sind 8 bis 11 cm in den Boden eingelassenen und ragen etwa 50 cm heraus. Im Zentrum befindet sich eine große Steinkiste aus Platten, die eine gebauchte semiovale Kammer bilden. Der Zugang erfolgt über eine Vorkammer und das Seelenloch in der südwestlichen Platte der Steinkiste.
Die Grabung war sehr aufschlussreich, da die Grabkammer unversehrt vorgefunden wurde. Ihr Inhalt war vollständig erhalten. Die Archäologen fanden acht Schädel, von denen sechs aufgereiht waren, und sterbliche Überreste von 34 Personen. Lediglich die Schädel und die größeren Knochen waren als Päckchen abgelegt. Zusätzlich wurde eine Reihe von Grabbeigaben gefunden: Votivgaben aus Keramik, Armreife, Halsketten, Pfeilspitzen und anderes. Die Radiokarbondatierung der Knochen ergab, dass die Anlage zuletzt zwischen 1750 und 1650 v. Chr. genutzt wurde. Der Fundort spielt eine bedeutende Rolle bei der Datierung der Einführung von Bronze auf den Balearen.